# Nicolas Hulot
Nicolas Hulot (Lilla, 30 aprile 1955) è un giornalista, conduttore televisivo, produttore televisivo, scrittore e ambientalista francese, ministro della transizione ecologica e solidale dal maggio 2017 all'agosto 2018.

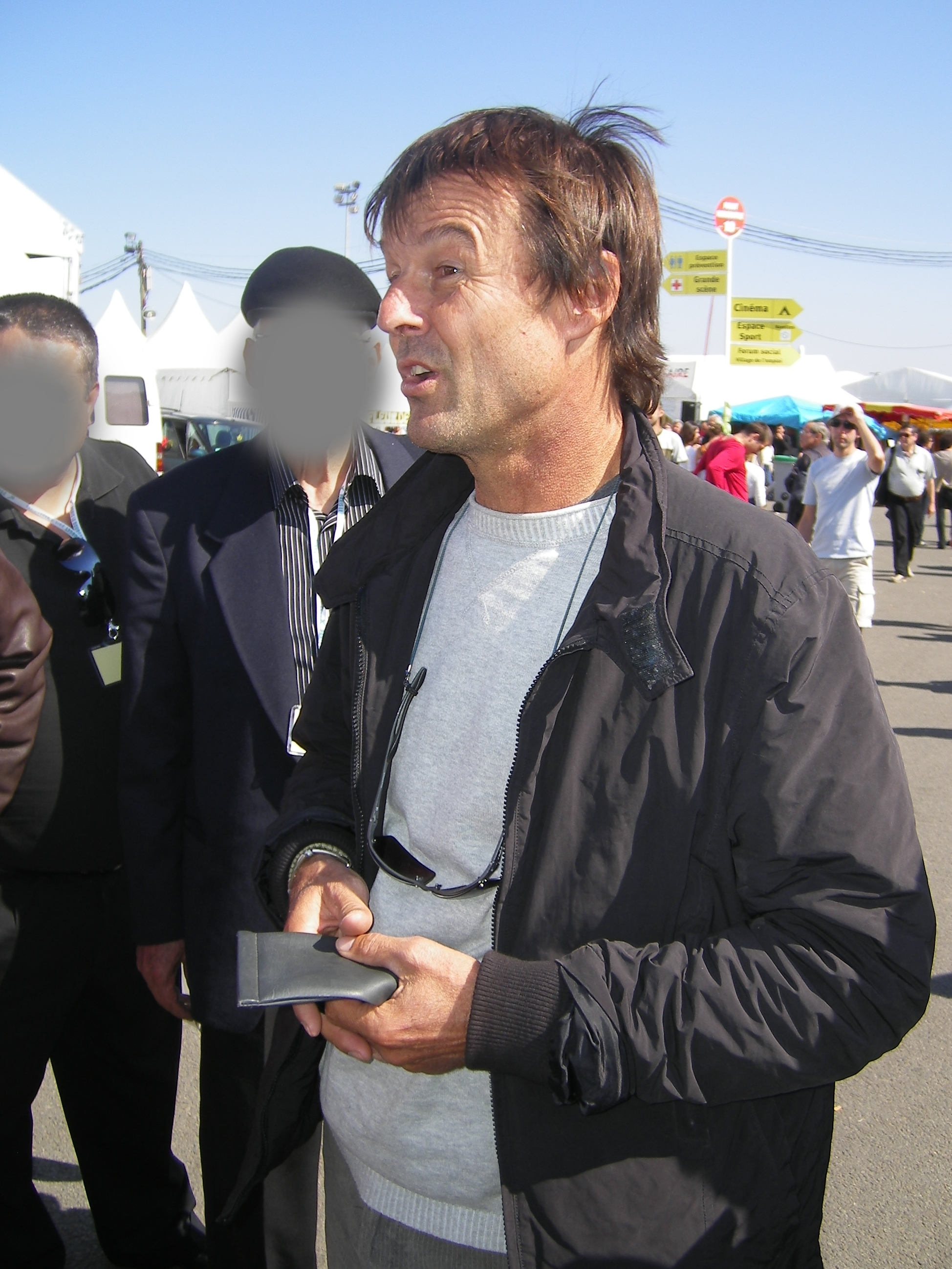
Nicolas Hulot, settembre 2008

In seguito al successo della sua trasmissione televisiva Ushuaïa Nature, ha accresciuto sempre più il suo impegno per la difesa dell'ambiente e la sensibilizzazione della gente nei confronti dei temi ecologisti.

## Biografia
Nel 1990 ha dato vita alla Fondation Ushuaïa, divenuta nel 1995 la Fondation Nicolas-Hulot pour la nature et l'homme. Dopo aver ponderato la possibilità di una sua candidatura alle presidenziali del 2007, si ritira nel gennaio dello stesso anno dopo la sottoscrizione di un patto ecologista fra la maggior parte dei candidati dei partiti di governo.
Alla fine di novembre 2006, Nicolas Hulot mette a disposizione su un sito Internet una petizione per sostenere la sua azione, al 24 maggio 2007 è stata firmata de più di 740 300 persone, fra cui i principali candidati alle presidenziali. Dopo le elezioni, è stata pubblicata su internet una petizione intitolata «Pacte contre Hulot», messa in linea dai suoi detrattori.
Il patto ecologista di Hulot e le sue idee politiche sono state oggetto di critica da parte di molti comentatori e attori, tra cui Le Canard Enchaîné, di lui si sono osteggiati l'uso spregiudicato dei media e l'accettazione di fondi da grandi imprese, come EDF, L'Oréal e Rhône-Poulenc. Le Canard Enchaîné ha affermato che i prodotti pubblicizzati sotto il marchio di Ushuaïa sono fra i più inquinanti. José Bové lo criticò affermando che non si può difendere il pianeta senza porsi il problema della crescita economica.
Nel marzo 2011, Hulot dichiara che sarà candidato alle primarie che designeranno il candidato degli ecologisti alle Elezioni presidenziali in Francia del 2012.
Dopo aver rifiutato le proposte di Jacques Chirac, Nicolas Sarkozy, François Hollande ad entrare in vari governi, Hulot accetta nel maggio 2017 l'invito di Emmanuel Macron di diventare ministro dell'ecologia e dell'ambiente nel governo di Édouard Philippe.
Il 28 agosto 2018 annuncia le sue dimissioni da ministro della transizione ecologica alla radio francese France Inter.. Lascia dicendo: "Non voglio più mentire" sostenendo che l'ambiente non è una priorità del governo, che ha vissuto questo periodo con sofferenza perché troppi suoi dossier sono stati di fatto bloccati e che "troppe lobby condizionano l'Eliseo". Al suo posto va nel settembre 2018 François de Rugy.

## Opere
- Ces enfants qui souffrent, pubblicato da P.A.C.,
- Tabarly, 45 ans de défis, pubblicato da P.A.C.,
- Les chemins de traverse, pubblicato da Lattès Paris, 1989, VLACC-number 00811951
- Chasseurs de pôles (con Jean-François Chaigneau), pubblicato da Albin Michel,
- États d'âme, pubblicato da Lattès Paris, 1991, ISBN 2-7096-0957-6
- Questions de nature, pubblicato da Plon,
- A mes risques et plaisirs, pubblicato da Plon.
- Le syndrôme du Titanic, pubblicato da Lgf, 01/2006,  ISBN 2-7021-3418-1
- Pour un pacte écologique , pubblicato da Calmann-Levy, 11/2006, ISBN 2-7021-3742-3